# Akustooptični pojav
Akustooptični pojav je fizikalni pojav, pri katerem interagirata svetloba in zvok. Zvočno valovanje predstavlja valove razredčin in zgoščin po snovi. Sprememba gostote v snovi povzroči krajevno spremembo lomnega količnika, zato si lahko predstavljamo, da zvok v snovi ustvari uklonsko mrežico, na kateri se vpadna svetloba uklanja. Tipično uporabimo laserski izvor svetlobe in zvočno valovanje s frekvenco več deset MHz. Na podlagi tega pojava lahko zelo točno usmerjamo ali spreminjamo svetlobo, kar izkoriščamo pri izdelavi optičnih modulatorjev, deflektorjev, filtrov in spektralnih analizatorjev.

## Zgodovina
Prvi, ki je napovedal uklon svetlobe na zvočnem valovanju v mediju, je bil francoski fizik Léon Brillouin leta 1922. Deset let kasneje je sledila eksperimentalna potrditev pojava, ki sta ga ločeno opazila dva para znanstvenikov, in sicer P. Debye in F. W. Sears ter R. Lucas in P. Biquard. Brillouin je napovedal uklonski vrh le pri enem določenem kotu, poznejši poskusi pa so odkrili tudi uklonjene žarke višjih redov. Teoretično sta uklone višjih redov prvič obravnavala Č. V. Raman in N. S. Nagendra Nath leta 1937. V tistem času akustooptični pojav še ni imel aplikativne vrednosti. Večji del raziskav je bil namenjen določevanju akustičnih konstant in reševanju Raman-Nathovih enačb. Šele z razvojem laserjev, boljših piezoelektričnih in akustooptičnih materialov se je razširilo zanimanje na področju akustooptike z razmahom v osemdesetih in devetdesetih letih dvajsetega stoletja.

## Braggov uklon
Zvok v snovi povzroča potujoče valove zgoščin, v katerih je zaradi elastooptičnega pojava krajevno povečan lomni količnik. Zato si jih lahko predstavljamo kot potujoče ravnine, oziroma kot meje med dvema snovema z različnim lomnim količnikom, in svetloba se na njih odbije. Če hočemo, da bo svetloba iz ene točke konstruktivno interferirala s svetlobo, odbito na vseh preostalih točkah v mediju, mora biti izpolnjen Braggov pogoj:
{\displaystyle 2\lambda _{z}\sin \theta _{B}={\frac {\lambda }{n}}\qquad (1),}
pri čemer je {\displaystyle \lambda _{z}} valovna dolžina zvoka in predstavlja razmik med odbojnimi ravninami, {\displaystyle \lambda } je valovna dolžina vpadne svetlobe in {\displaystyle n} lomni količnik akustooptičnega medija. Pri Braggovem uklonu pričakujemo en uklonjen vrh pri določenem kotu. S točnejšo obravnavo akustooptičnega pojava lahko z analizo ravnih valov preko Maxwellovih enačb pridemo do točnejših rezultatov , ki napovedujejo dva režima akustooptičnega pojava, odvisno od tega, ali je tega interakcijska dolžina {\displaystyle l_{i}} veliko večja ali manjša od karakteristične dolžine: {\displaystyle l_{k}={\frac {\lambda _{z}^{2}n}{\lambda }}}. Interakcijska dolžina je razdalja, na kateri interagirata svetloba in zvok, kar bi pri pravokotnem vpadu pomenilo debelino deflektorja, sicer pa je ustrezno podaljšana. Ko je {\displaystyle l_{i}<<l_{k}} pridemo v Braggov režim pri katerem dobimo le en vrh pri Braggovem kotu, kar se sklada z rezultatom, ki ga dobimo s poenostavljeno sliko pojava, ki je opisana tukaj.
Z analizo ravnih valov lahko izračunamo intenziteto prepuščene svetlobe skozi akustooptični medij. Za Braggov režim je razmerje med intenziteto vpadne in uklonjene svetlobe:
{\displaystyle {\frac {I_{uklonjena}}{I_{vpadna}}}=\sin ^{2}\left({\frac {\omega l_{i}}{2c}}\Delta n\right),\qquad (2)}
kjer je {\displaystyle \Delta n} sprememba lomnega količnika zaradi deformacije, ki jo povzroča zvočni val v mediju. Za izotropno snov velja, da je:
{\displaystyle \Delta n=-{\frac {n^{3}p}{2}}S_{0},\qquad (3)}
kjer sta {\displaystyle p} elastooptična konstanta snovi in {\displaystyle S_{0}} deformacijska napetost zaradi zvočnega valovanja, ki jo lahko povežemo z gostoto energijskega toka zvoka {\displaystyle j_{z}}:
{\displaystyle S_{0}={\sqrt {\frac {2j_{z}}{\rho v_{z}^{3}}}},\qquad (4)}
pri čemer je {\displaystyle \rho } gostota snovi in {\displaystyle v_{z}} hitrost razširjanja zvoka v snovi. 
Tako dobimo za razmerje intenzitet: 
{\displaystyle {\frac {I_{uklonjene}}{I_{vpadne}}}=\sin ^{2}\left({\frac {\pi l_{i}}{{\sqrt {2}}\lambda }}{\sqrt {\frac {n^{6}p^{2}j_{z}}{\rho v_{z}^{3}}}}\right)\qquad (5)}
Pogosto vpeljemo parameter {\displaystyle M}, ki je odvisen od snovnih konstant in je merilo za stopnjo učinkovitosti akustooptičnega vzorca:
{\displaystyle M={\sqrt {\frac {n^{6}p^{2}}{\rho v_{z}^{3}}}}\qquad (6)}
Vidimo, da lahko v Braggovem režimu dosežemo, da je intenziteta prepuščene svetlobe enaka inteziteti vpadne svetlobe. V Braggovem režimu lahko torej uklanjamo žarke praktično brez izgub.

## Raman-Nathov režim
V primeru, ko je {\displaystyle l_{i}>>l_{k}}, preidemo v Raman-Nathov režim, kjer dobimo več vrhov pri različnih kotih. Lege vrhov določa pogoj, ki je enak kot pogoj za ojačitve pri uklonski mrežici.
{\displaystyle \sin \theta _{m}={\frac {m\lambda _{z}}{n\lambda }}\qquad (7)}
Pri tem je {\displaystyle m} celo število in določa red uklonskega vrha.
Ker je v tem režimu več vrhov, se vpadni svetlobni tok razporedi in izkoristek v posameznem vrhu je veliko manjši kot v Braggovem režimu, kjer je le en uklonski vrh. Intenziteta uklonskega vrha m-tega reda je sorazmerna Besslovi funkciji m-tega reda. Razmerje med intenzitetama vpadne svetlobe in svetlobe v prvem uklonskem vrhu je približno 0,34, zato se v praksi pogosteje uporablja pojav v Braggovem režimu.

## Premik frekvence
Pri uklonu svetlobe na zvočnem valovanju se frekvenca uklonjene svetlobe napram vpadni svetlobi rahlo spremeni; razlika frekvenc vpadne in uklonjene svetlobe je enaka frekvenci zvoka v akustooptičnem mediju. Ta pojav lahko razložimo tako, da si potujoče zgoščine snovi v zvočnem valu predstavljamo kot premikajoča ogledala. Tako si spremembo frekvence lahko predstavljamo kot Dopplerjev premik zaradi relativne hitrosti zgoščin glede na vpadno svetlobo. Če upoštevamo, da je hitrost svetlobe veliko večja od hitrosti zvoka, je sprememba frekvence:
{\displaystyle \Delta \omega =2\omega \left({\frac {v}{\frac {c}{n}}}\right),\qquad (8)}
kjer je {\displaystyle v} je komponenta hitrosti zvoka v smeri vpadne svetlobe in {\displaystyle \omega } krožna frekvenca svetlobe. Iz slike 1 se vidi da je {\displaystyle v=v_{z}\sin \theta }. Torej je Dopplerjev premik enak:
{\displaystyle \Delta \omega =2\omega \left({\frac {v_{z}\sin \theta }{\frac {c}{n}}}\right).\qquad (9)}
Vpadni kot svetlobe mora zadoščati Braggovemu pogoju (enačba 1) in frekvenca uklonjene svetlobe se spremeni za:
{\displaystyle \Delta \omega =2\pi {\frac {v_{z}}{\lambda _{z}}}=\omega _{z}\qquad (10)}
kjer je {\displaystyle \omega _{z}} krožna frekvenca zvoka.
Če se zvočni valovi približujejo vpadni svetlobi, se frekvenca uklonjene svetlobe {\displaystyle \omega _{u}} poveča za zvočno frekvenco: {\displaystyle \omega _{u}=\omega +\omega _{z}}. V nasprotnem primeru se frekvenca za toliko zmanjša: {\displaystyle \omega _{u}=\omega -\omega _{z}}. Če v snovi vzbudimo stoječe valovanje, se frekvenca svetlobe ohranja. 

## Uporaba
Med najpogostejšimi napravami, ki so osnovane na akustooptičnem pojavu, so optični modulatorji in akustooptični deflektorji. Večina teh naprav deluje v Braggovem režimu.

### Akustooptični modulatorji
Z uporabo akustooptičnega pojava lahko spreminjamo frekvenco, intenziteto, smer razširjanja in fazo vpadne svetlobe.
Kot je že zgoraj opisano, pride pri interakciji svetlobe z zvokom do frekvenčnega premika prepuščene svetlobe. Ta pojav izkoristimo za spreminjanje frekvence svetlobe tj. frekvenčno modulacijo. Od frekvenčnega modulatorja je zaželeno, da ima čim večjo pasovno širino oz. da lahko spreminja frekvenco svetlobe v čim večjem intervalu. Iz valovanja pri frekvenci {\displaystyle \omega _{u}} dobimo valovanje pri frekvenci {\displaystyle \omega _{u}\pm \omega _{z}}, odvisno od smeri razširjanja zvočnega valovanja.
Akustooptični modulatorji se uporabljajo tudi za intenzitetno moduliranje svetlobe. Kot sledi iz enačbe (5), je intenziteta uklonjenega vrha sorazmerna intenziteti zvočnega valovanja, če je le intenziteta zvoka dovolj majhna. S spreminjajočo jakostjo zvoka torej lahko moduliramo svetlobni signal. Če je intenziteta zvoka velika, pride do nasičenja in dosežemo, da se praktično vsa svetloba odbije. Tak modulator uporabljamo za optično stikalo.

### Akustooptični  deflektorji
S spreminjanjem zvočne frekvence lahko spreminjamo kot, pod katerim se odbije žarek po prehodu skozi sredstvo. To značilnost izkoriščamo v sistemih za skeniranje, pri optičnih pincetah za točno usmerjanje laserskega žarka, v laserskih sistemih za prekinjanje žarkov itd.
Iz enačbe (13) izrazimo spremembo kota:
{\displaystyle \Delta \theta ={\frac {\lambda }{2nv_{z}\cos \theta _{B}}}\Delta \nu _{z}.\qquad (11)}
Vidimo, da je sprememba kota sorazmerna s spremembo zvočne frekvence.
Najpomembnejši značilnosti deflektorja sta število ločljivih pik oz. leg uklonjenega žarka in hitrost spreminjanja lege žarka. Dva žarka, uklonjena pod različnim kotom, ločimo, če je kot med njima večji od divergence žarka {\displaystyle \delta \theta }. Tako število ločljivih pik {\displaystyle N} dobimo, če delimo kotni razpon deflektorja z divergenco žarka: 
{\displaystyle N={\frac {2\Delta \theta }{\delta \theta }}\qquad (12)}
Za divergenco svetlobnega snopa lahko vzamemo približek {\displaystyle \delta \theta ={\frac {\lambda }{nd}}}; {\displaystyle d} je premer svetlobnega snopa. Če vstavimo enačbo (11) in izraz za divergenco svetlobe v enačbo(12), dobimo za število ločljivih pik:
{\displaystyle N={\frac {d}{v_{z}\cos \theta _{B}}}{\Delta \nu _{z}}.\qquad (13)}
Za čim večjo ločljivost je potreben material z majhno hitrostjo zvoka in velik premer žarka.
Hitrost oz. frekvenca, s katero lahko spreminjamo lego žarka, je omejena s časom, ki je potreben, da zvočni val preleti širino žarka oz. njegov premer:
{\displaystyle \tau ={\frac {d}{v_{z}\cos \theta _{B}}},\qquad (14)}
kjer je {\displaystyle v_{z}\cos \theta } komponenta zvočne hitrosti pravokotno na smer vpadne svetlobe (Slika 1). Če želimo hitro spreminjati lego žarka, potrebujemo čim večjo hitrost zvoka v mediju in majhen premer žarka. To pa je ravno nasprotno zahtevam za čim večjo ločljivost deflektorja.
Učinkovitost deflektorjev je odvisna od tega, kolikokrat lahko spremenimo lego žarka na časovno enoto. Zato vpeljemo faktor dobrote za akustooptični deflektor:
{\displaystyle {\frac {N}{\tau }}=\left({\frac {d}{v_{z}\cos \theta _{B}}}\Delta \nu _{z}\right)\left({\frac {v_{z}\cos \theta _{B}}{d}}\right)=\Delta \nu _{z}.\qquad (15)}